# Perognathus alticola
Perognathus alticola is een zoogdier uit de familie van de wangzakmuizen (Heteromyidae). De wetenschappelijke naam van de soort werd voor het eerst geldig gepubliceerd door Rhoads in 1894.

## Voorkomen
De soort komt voor in de Verenigde Staten.